# Эванс, Натан
Натан Джордж Эванс (Nathan George «Shanks» Evans) (3 февраля 1824 — 23 ноября 1868) — американский военный, капитан 2-го кавалерийского полка армии США, а также бригадный генерал армии Конфедерации в годы американской гражданской войны.

## Ранние годы
Эванс родился в городе Марион, Южная Каролина, в семье Томаса и Джейн Беверли Эванс. Он некоторое время посещал Рэндольф-Макон-Колледж, а в 1844 году поступил в военную академию Вест-Пойнт по протекции Джона Кэлхуна. Он окончил академию 36-м в выпуске 1848 года и был определен в 1-й драгунский полк во временном звании второго лейтенанта. Он служил в форте Ливенворт в Канзасе, 30 сентября 1849 года получил постоянное звание второго лейтенанта, участвовал в перестрелках с апачами, и 3 мая 1855 года стал первым лейтенантом 2-го кавалерийского полка.
1 мая 1856 года получил звание капитана. С 1856 по 1860 год служил в Техасе, участвовал в перестрелках с команчами.

## Гражданская война
27 февраля 1861 года Эванс уволился из армии США. Он вступил в армию Конфедерации в звании полковника и стал командовать небольшой бригадой из двух полков в составе конфедеративной Потомакской армии. Во время первого сражения при Булл-Ран его бригада обороняла переправу через реку на крайнем левом фланге армии. Сигнальная служба сообщила ему, что противник обходит его левый фланг и Эванс перебросил свою бригаду на запад, приняв решение оборонять холм Мэтьюз. На холме он развернул войска в линию: слева 4-й южнокаролинский полк, справа — 1-й полк «Луизианских тигров». По его просьбе генерал Бернард Би послал ему на помощь 4-й алабамский полк. Бригада Эванса отбила несколько первых атак и на помощь ей подошли бригада Френсиса Бэртоу. Три бригады удерживали холм, пока их не обошли с правого фланга, и тогда они стали отступать к холму Генри.
Осенью ему поручили командовать миссисипской бригадой, которая охраняла переправы через Потомак около Вашингтона. Эта бригада состояла из четырех полков:
- 8-й Вирджинский пехотный полк, полк. Эппа Хантон
- 13-й Миссисипский пехотный полк, полк. Уильям Барксдейл
- 17-й Миссисипский пехотный полк, полк. Уинфилд Фетерстоун
- 18-й Миссисипский пехотный полк, полк. Эразмус Берт

В октябре федеральная армия перешла реку около Лисберга и произошло сражение при Бэллс-Блафф, где отряд Эванса обратил противника в бегство, нанес ему тяжёлые потери. За эту победу Эванс получил звание бригадного генерала, датированное днем сражения.
Он был направлен на оборону морского побережья к югу от Чарльстона, а в июле 1862 года получил новосформированную южнокаролинскую бригаду, которую повел в Ричмонд на усиление Северовирджинской армии генерала Ли. Бригада состояла из пяти полков:
- 17-й Южнокаролинский пехотный полк: полк. Джон Минс
- 18-й Южнокаролинский пехотный полк: полк. Джеймс Гэббери
- 22-й Южнокаролинский пехотный полк: полк. Стивен Гудлет
- 23-й Южнокаролинский пехотный полк: полк. Генри Бэнбоу
- Легион Холкомба: полк. Петер Стивенс

Эта бригада участвовала во втором сражении при Булл-Ран, в сражении в Южных горах и при Энтитеме, после чего была направлена в Северную Каролину для отражения федеральных набегов на Кингстон и Голдсборо.
Летом 1863 года бригада Эванса была включена в армию Джозефа Джонстона и участвовала в Виксбергской кампании. После кампании бригада вернулась в Чарльстон, где случился конфликт между Эвансом и его командиром Росвеллом Рипли, который обвинил его в неподчинении приказам. После этой истории генерал Борегар так и не вернул Эванса в бригаду. Он был восстановлен в должности только весной 1864 года, но был ранен в Чарльстоне, поэтому бригаду передали генералу Стивену Эллиоту и отправили под Петерсберг, где в ходе обороны города она оказалась на том самом участке, где северяне заложили мину. Бригада понесла тяжёлые потери в ходе боя у Воронки.
После выздоровления Эванс занимал различные должности в военном департаменте и сопровождал президента Дэвиса во время его бегства из Ричмонда. В Гринсборо к ним присоединился генерал Мартин Гэри, родственник Эванса, и 1 мая президент провел ночь в доме семьи Гэри в Коксбери.

## Послевоенная деятельность
После войны Эванс стал учителем в Коксбери и затем в алабамском Мидуэе, и умер там в 1868 году, предположительно от последствий чарльстонского ранения. Его похоронили на кладбище Табернейкл-Семетери в Коксбери.